# Slag bij Corycus
De Slag bij Corycus was een zeeslag tijdens de Romeins-Seleucidische Oorlog. Een vloot van de Seleuciden onder leiding van Polyxenidas stond tegenover een Romeinse onder leiding van Gaius Livius Salinator. De Romeinen behaalden de overwinning en gingen daarna naar het noorden om de Hellespont te bezetten.

## Verloop
Polyxenidas, de admiraal van de Seleucidische vloot, wilde voorkomen dat de Romeinse vloot zich kon aansluiten bij de Rhodische vloot. Als hij dit zou toelaten, was hij al zo goed als verloren op zee. Hij probeerde de Romeinse vloot tegen te houden bij het eiland Corycus. Hij werd echter overvleugeld en zag zich gedwongen zich terug te trekken naar de Seleucidische marinebasis van Efeze. De Rhodiërs sloten zich aan bij de Romeinen en de geallieerde vloot blokkeerde Polyxenidas nu in de haven, maar gaf dit al snel op.